# Escariador de recámara
Un escariador de recámara es un tipo específico de escariador estriado utilizado por armeros y fabricantes de armas de fuego para cortar la recámara de una pistola, rifle o escopeta. El escariador de la recámara se inserta en el orificio de un cañón y se mantiene fijo mientras el cañón se gira alrededor de él (generalmente por medio de un torno). El escariador corta lentamente el material, dejando una recámara capaz de aceptar un cartucho específico.

## Tipos
Los escariadores de recámara vienen en dos tipos generales: escariadores con piloto sólido y escariadores con piloto flotante.
Un escariador con piloto sólido tiene, como su nombre indica, un piloto de acero sólido en el extremo para guiar al escariador a través del orificio del cañón. Estos escariadores son generalmente más duraderos y menos costosos que los escariadores con piloto flotante.
Los escariadores con piloto flotante utilizan pilotos intercambiables que se colocan en la parte frontal del escariador. La principal ventaja de un escariador con piloto flotante es que es autocentrante y puede equiparse con un piloto que coincide exactamente con el diámetro del cañón por el que está pasando. Los cañones tienden a variar en diámetro por cantidades diminutas, y esta variación puede crear una situación en la que el escariador con piloto sólido encaja de manera demasiado holgada o demasiado ajustada en el orificio. Otra ventaja de los escariadores con piloto flotante es que el piloto en sí no gira con el escariador, y por lo tanto es menos probable que dañe el orificio del cañón. La principal desventaja del escariador flotante es que la punta del escariador debe reducirse en diámetro para acomodar el piloto del escariador, lo que resulta en un escariador más delicado.

## Material y especificaciones
Los escariadores de recámara generalmente están hechos de acero rápido y requieren lubricación durante la operación de corte. Un escariador de recámara, independientemente del diseño del piloto, funcionará de manera más eficiente a una velocidad de 200 a 300 rpm, y la velocidad de avance será lo suficientemente rápida para evitar vibraciones. Los escariadores de recámara están diseñados con canales para recoger y extraer el material cortado, sin embargo, estos canales deben limpiarse periódicamente (generalmente después de cada 5 mm de corte). Finalmente, los escariadores deben afilarse de vez en cuando. Con el cuidado adecuado, un escariador puede cortar 10 a 15 recámaras entre afilados.
Los fabricantes producen la mayoría de los escariadores de recámara según las especificaciones del Instituto de Fabricantes de Armas y Municiones Deportivas (SAAMI), de modo que cualquier munición de fábrica se pueda usar de manera segura en cualquier recámara de arma de fuego con su escariador, para un cartucho determinado. Sin embargo, la mayoría de los fabricantes de escariadores producirán escariadores según las especificaciones del cliente. Estos son útiles para tiradores de banco que están dispuestos a intercambiar la compatibilidad por la precisión, y por parte de personas que están interesadas en diseñar cartuchos completamente nuevos.